# 오토 리베
카를 율리우스 오토 리베(덴마크어: Carl Julius Otto Liebe, 1860년 5월 24일~1929년 3월 21일)는 덴마크의 정치인이다. 1920년 카를 테오도르 잘레 총리가 크리스티안 10세와의 갈등 이후 사임하자 크리스티안 10세에 의해 제25대 덴마크의 총리로 취임하였다. 크리스티안 10세의 이러한 권력 행사로 인해 부활절 위기가 발생하자 5일만에 사임하였다.